# Vibrissina inthanon
Vibrissina inthanon là một loài ruồi trong họ Tachinidae.